# Coatsova země

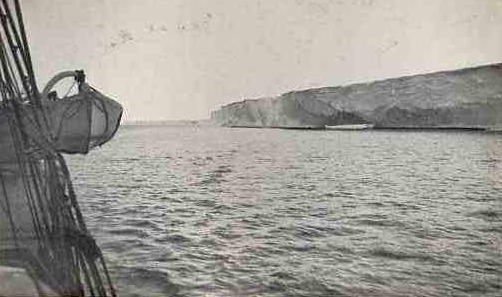
Ledové útesy na pobřeží Coatsovy země (1915)

Coatsova země (anglicky Coats Land) je oblast v Antarktidě, která leží na západ od Země královny Maud a ze západu je omývána Weddellovým mořem na východě. Coatsova zem se rozkládá z jihozápadu na severovýchod mezi 20° a 36° stupněm západní délky.
Severovýchodní část byla objevena v roce 1904 Williamem Speirs Brucem z paluby lodě Scotia. Bruce vedl skotskou národní antarktickou expedici (1902-4). Bruce oblast pojmenoval podle Jamese Coats Jr. (1841-1912) a Andrewa Coats (1862-1930), dvou nejvýznamnějších podporovatelů expedice.
V prosinci 1914 a lednu 1915 pokračoval britský polární badatel Ernest Shackleton s průzkumem v jižním směru pokud oblasti tak připojil území, které objevil německý badatel Wilhelm Filchner v roce 1912 z paluby lodě Deutschland.